# François Gastu
François Gastu, né le 18 novembre 1834 à Sorède (Pyrénées-Orientales) et mort le 4 octobre 1908 à Alger, est un homme politique français.
Avocat à Alger en 1859, il est conseiller général et président du conseil général en 1870 et député de l'Algérie française de 1876 à 1881, siégeant avec à la Gauche républicaine. Il est l'un des 363 députés qui refusent la confiance au gouvernement de Broglie, le 16 mai 1877. En juin 1881, il déposa une demande d'interpellation sur la mauvaise direction donnée à la répression du Cheikh Bouamama, qui s'était soulevé dans la province d'Oran en 1880.
Candidat en 1881 dans les deux circonscriptions d'Alger, il échoue face à deux candidats radicaux.

## Sources
- « François Gastu », dans Adolphe Robert et Gaston Cougny, Dictionnaire des parlementaires français, Edgar Bourloton, 1889-1891 [détail de l’édition]
- Jean Capeille, « Gastu (François-Joseph) », dans Dictionnaire de biographies roussillonnaises, Perpignan, 1914
- Gérard Bonet, « Gastu (Jean, François, Joseph) », dans Nouveau Dictionnaire de biographies roussillonnaises 1789-2011, vol. 1 Pouvoirs et société, t. 1 (A-L), Perpignan, Publications de l'olivier, 2011, 699 p. (ISBN 9782908866414)
- Ressource relative à la vie publique :   - Base Sycomore